# Sydney Janis Yard

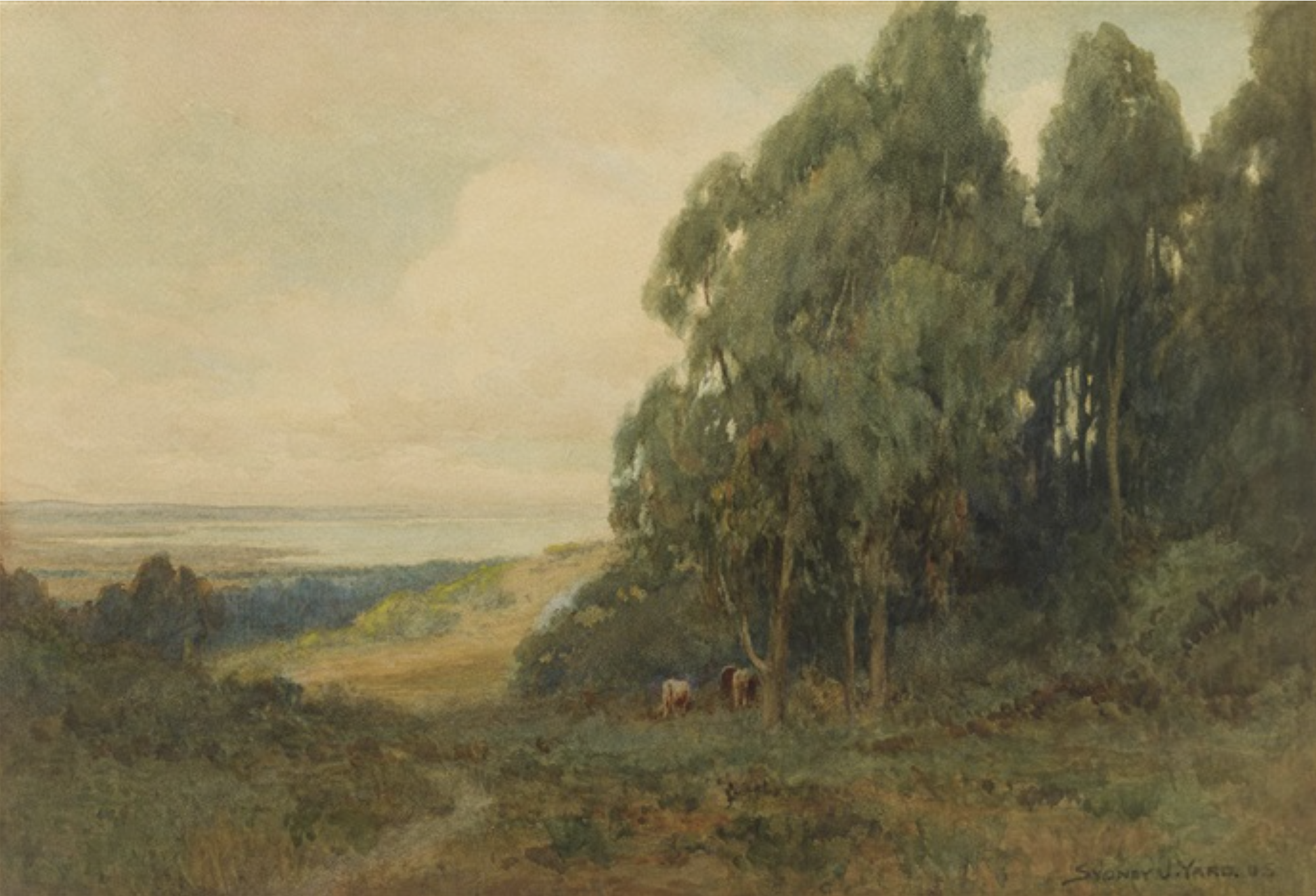
Kühe in einer kalifornischen Küstenlandschaft, 1905, von Sydney J. Yard

Sydney Janis Yard (* 5. November 1855 in Rockford, Illinois; † 2. Januar 1909 in Carmel-by-the-Sea, Kalifornien) war ein US-amerikanischer Aquarellmaler, bekannt für seine Landschaftsdarstellungen der kalifornischen Küste.

## Leben
Sydney Janis Yard wurde 1855 in Rockford, Illinois, geboren und begann sein Kunststudium bei George J. Robertson. Später studierte er in London, wo er bei Sutton Palmer (Royal Academy) die englischen Aquarelltechniken erlernte. 1882, nachdem er sich in New York einen Namen gemacht hatte, zog Yard nach Kalifornien. In den ersten drei Jahren betrieb er zusammen mit seinem Künstlerfreund Andrew Putnam Hill mehrere Ateliers in San Jose und Palo Alto. In dieser Zeit stellt er mehrere Bilder in der San Francisco Art Association aus.
1904 verließ Sydney Janis Yard San Jose und teilte seine Zeit zwischen den Ateliers in San Francisco und Carmel-By-The-Sea auf, bis er sich 1906 endgültig in Carmel niederließ. Sydney Yard war ein Pionier unter den Künstlern in Carmel und richtete eines der ersten Ateliers an der Ecke Lincoln und Seventh Street ein.  Seine Frau war im Carmel Arts and Crafts Club aktiv und Yard stellte bis zu seinem Tod 1909 häufig in der Del Monte Gallery sowie in verschiedenen Galerien in der San Francisco Bay Area aus.

## Werk
Sydney Janis Yard spezialisierte sich auf Landschaftsbilder, die häufig Eukalyptusbäume, Eichen und Zypressen an der kalifornischen Küste zeigen. Sein Stil war vom Tonalismus beeinflusst, wobei er warme Farben und eine sanfte Atmosphäre bevorzugte. Seine Werke wurden in verschiedenen Galerien in San Francisco und in der Del Monte Gallery ausgestellt.